# República Democrática del Congo en los Juegos Olímpicos de Londres 2012
La República Democrática del Congo estuvo representada en los Juegos Olímpicos de Londres 2012 por cuatro  deportistas, tres hombres y una mujer, que compitieron en tres deportes.
El portador de la bandera en la ceremonia de apertura fue el atleta Ilunga Zatara Mande. El equipo olímpico congoleño no obtuvo ninguna medalla en estos Juegos.